# Spilosoma bifrons
Spilosoma bifrons là một loài bướm đêm thuộc phân họ Arctiinae, họ Erebidae.